# Ceratostylis macra
Ceratostylis macra är en orkidéart som beskrevs av Johannes Jacobus Smith. Ceratostylis macra ingår i släktet Ceratostylis och familjen orkidéer. Inga underarter finns listade i Catalogue of Life.